# Flamands Cove
Flamands Cove is een kleine inham in de Canadese provincie Newfoundland en Labrador. De cove ligt in het uiterste noorden van het eiland Newfoundland, in de nabijheid van het dorp Grandois-St. Julien's.

## Geografie
Flamands Cove ligt aan de noordoostkust van het Great Northern Peninsula, het noordelijke schiereiland van Newfoundland. De inham heeft een breedte van 600 meter en gaat zo'n 200 meter landinwaarts. Ze heeft een oppervlakte van 11 ha (0,11 km²) en is volledig blootgesteld aan de Atlantische Oceaan.
Flamands Cove ligt iets minder dan een kilometer ten zuiden van St. Julien's, een voormalig Frans vissersgehucht. Het door een tiental mensen bewoonde plaatsje Grandois ligt ongeveer 1,8 km ten noorden van Flamands Cove.
De inham heeft een erg rotsachtige kustlijn. Direct ten zuidwesten ervan ligt St. Julien Peak, een heuvel die tot 85 meter boven zeeniveau reikt en steil afdaalt naar de kustlijn. Een kale, in zee gelegen rots genaamd Black Islet (ook: Irish Islet) ligt 1 km ten noordoosten van de cove. Het grote St. Julien Island ligt op zijn beurt 2 km naar het noordnoordoosten toe.

## Geschiedenis en toponymie
Flamands Cove maakt deel uit van wat ooit de Franse kust van Newfoundland was. Dat is een kustgebied van Newfoundland waar de Fransen van 1713 tot in 1904 visserijrechten hadden, evenals het recht om de directe omgeving van de kustlijn voor aan visserij gerelateerde doeleinden te gebruiken. Namen van dorpen in de omgeving, zoals Grandois, Croque en Conche herinneren aan dit Franse verleden. 
Heel wat kleine baaitjes hebben hun oorspronkelijke Franstalige naam behouden, maar worden wel met het Engelse cove bestempeld. Voorbeelden rond Grandois-St. Julien's zijn onder andere Houardin Cove en Courlieux Cove. Flamands Cove ("Vlamingeninham") is een zeer uitzonderlijk voorbeeld van een Newfoundlands toponiem dat verwijst naar een Vlaams verleden.